# Vinoba Bhave
Vinoba Bhave (Marathi: विनोबा भावे, nato Vinayak Narahari Bhave) (Gagode, 11 settembre 1895 – Paunar, 15 novembre 1982) è stato un filosofo, attivista e scrittore indiano, discepolo di Gandhi, del quale proseguì e approfondì l'opera.
Venne spesso chiamato Acharya  (in sanscrito maestro); considerato National Teacher of India fu il successore spirituale del Mahatma Gandhi.

## Biografia

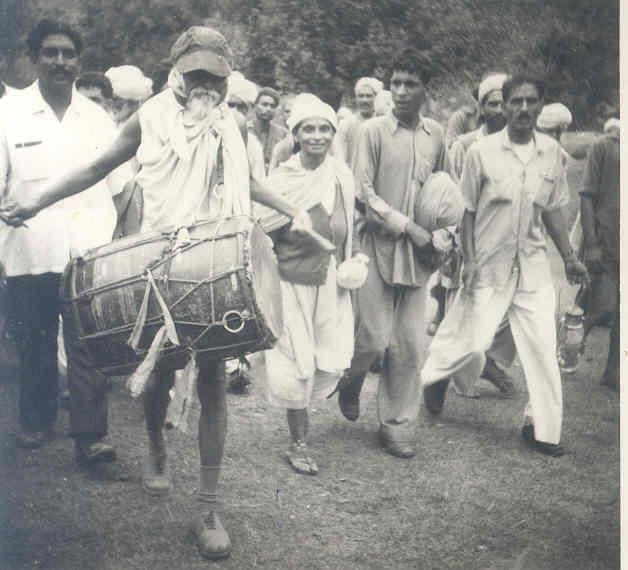
Vinoba Bhave nel 1951 nel corso di una marcia a supporto del Bhoodan

Vinoba Bhave nacque l'11 settembre 1895 in una devota famiglia di brahamani nel villaggio di Gagode (distretto di Colaba, stato del Maharashtra).
Suo padre, Naraharishumbhurao Bhave, fu un devoto indù. Sua madre, Raghumaayi Devi, morì nel 1918 ed ebbe una grande influenza sul giovane Vinoba. Nelle proprie memorie egli afferma che nulla eguagliò la parte che ebbe mia madre nella formazione della mia mente. I suoi due fratelli, Balkoba Bhave e Shivaji Bhave, rimasero anch'essi celibi e si impegnarono attivamente nel sociale. Durante la prima giovinezza, che trascorse per buona parte a Baroda, Vinoba ebbe modo di approfondire i testi di Bhagavadgītā, Mahābhārata e Rāmāyaṇa.  Studiò poi ingegneria ma rinunciò a praticare la professione per poter praticare in modo radicale gli insegnamenti di Gandhi.
Vinoba partecipò al fianco di Gandhi alla lotta per l'indipendenza dell'India. Fu incarcerato dagli inglesi nel 1932 per la sua lotta contro il Raj Britannico; durante il periodo di detenzione teneva lezioni sul Gita ai suoi compagni di carcere.
Nel 1940 Gandhi lo scelse per essere il primo Satyagrahi (ovvero individuo che pratica il satyagraha) contro la dominazione britannica.
Pare che Gandhi in qualche modo invidiasse a Vinoba il celibato, un voto che quest'ultimo aveva fatto durante l'adolescenza conseguentemente alla propria adesione ai principio del Brahmacharya.
In quegli anni Vinoba partecipò anche al movimento Quit India (Bharat Chhodo Andolan).
Benché Gandhi durante la propria vita avesse sempre considerato come inseparabili i due principali aspetti del proprio agire politico, ovvero l'autonomia sociale e economica dei villaggi indiani e la lotta per l'indipendenza, questo secondo campo di azione ne assorbì fino alla morte buona parte delle energie.
Negli anni che seguirono la morte dal maestro Vinoba riprese e approfondì il progetto globale di Gandhi volto all'emancipazione con il metodo non-violento del popolo indiano, emancipazione senza la quale l'indipendenza ottenuta non sarebbe servita a molto. Vinoba sperimenterà in questo campo nuove forme di lotta politica che lo differenzieranno sia dai dirigenti dell'India post-gandhiana (tra i quali Jawaharlal Nehru, che si professava anch'egli discepolo di Gadhi) sia dalle tendenze marxiste che predominavano in alcuni stati indiani.
La sua principale preoccupazione fu quella di risolvere la questione agraria, che causava la sofferenza di milioni di contadini.
Vinoba lanciò a questo scopo il movimento del Bhoodan (Dono della Terra), una esperienza che può essere considerata unica nella storia delle riforme agrarie.
Forte dei successi ottenuti nel paese con questa campagna decise di approfondirne l'azione, in coerenza con i principi del movimento, incitando ad una collettivizzazione totale delle terre, cosa che venne in effetti messa in atto in alcuni villaggi. Può essere utile ricordare che la terra in India, prima della dominazione coloniale inglese, apparteneva di fatto a coloro che la lavoravano. Un uomo non poteva essere in senso stretto proprietario della terra anche perché, per l'induismo, la Terra nel suo complesso è una dea (una delle due spose di Visnù).
Vinoba trascorse la parte finale della propria vita in un ashram a Paunar (Maharashtra). In questo periodo appoggiò il controverso stato di emergenza (Indian Emergency) imposto dal primo ministro Indira Gandhi, chiamandolo Anushasana Parva (Tempo per la Disciplina).
La sua filosofia fu sempre fortemente influenzata dall'Ahimsa e dalla compassione verso ogni uomo ed ogni creatura; egli si impegnò quindi intensamente per mettere fine in tutto il paese alla pratica della macellazione dei bovini.
All'età di 87 anni decise di concludere la propria esistenza mediante inanizione, privandosi cioè del nutrimento per un lungo periodo e seguendo così una pratica sacra di auto-sacrificio con cui in India alcuni praticanti dell'Induismo e del Giainismo coronano una vita di ascetismo e devozione.

## Riconoscimenti
Nel 1958 Vinoba fu la prima persona insignita del premio internazionale per la leadership comunitaria Ramon Magsaysay.
Nel 1983 lo stato indiano gli riconobbe, alla memoria, il premio Bharat Ratna.
A lui è stata intitolata la Vinoba Bhave University, nello stato indiano di Jharkhand.

## Opere
Vinoba padroneggiava varie lingue (marathi, hindi, urdu, inglese, sanscrito, kannada) e scrisse saggi critici ed introduzioni a corredo di varie opere religiose e filosofiche quali il Bhagavad Gita, i testi poetici di Adi Shankaracharya, la Bibbia e il Corano.
A queste affiancò un lavoro di traduzione di vari classici in sanscrito per renderli accessibili al popolo.
Notevole è in particolare la sua traduzione del Bhagavad Gita in marathi.
Come studioso e filosofo produsse inoltre numerose opere originali, nelle quali fu profondamente influenzato sia dalla propria esperienza personale che dal Gita, al punto che spesso dichiarò che I Gita sono il respiro della mia vita.

### Elenco delle opere
- Geeta Pravachane (tradotto in molte lingue indiane)
- Vichar Pothi (in marathi, hindi, gujarati e inglese)
- Sthitapragnya Darshan (in marathi, hindi, gujarati e inglese)
- Madhukar (raccolta di articoli scritti nel corso degli anni prima dell'indipendenza indiana)
- Teesri Shakti or The Third Power (una sintesi della sua visione della vita politica indiana)
- Swarajya Shastra (il suo trattato politico)
- Bhoodan Ganga (in 9 o 10 volumi, in marathi e hindi; raccolta di discorsi tenuti a partire dal 18 aprile 1951)
- Manushasanam (una sua personale selezione dal Manusmṛti)
- Moved By Love: The memoirs of Vinoba Bhave; Green Books, 1994
- Gandhi. La via del maestro, Edizioni Paoline, Cinisello Balsamo (MI), 1991